# Complesso industriale e commerciale Gandolfi-OM
Il complesso industriale e commerciale Gandolfi "OM"  si trova in via Emilia n.265 alla Frazione Cicogna di San Lazzaro di Savena (provincia di Bologna).
Il progetto è del 1962, quando Glauco Gresleri aveva 32 anni, e la costruzione è del 1963-1965.

## Descrizione
Dedicato alla commercializzazione di vetture e mezzi pesanti di trasporto, ha voluto realizzare la superficie dei 5000 mq di programma in un'unica “sala” senza pilastri, agli effetti di permettere modificazioni libere negli assetti di utilizzo e per trasmettere al visitatore il segno di una forza aziendale importante.
La grande sala, d’aspetto più di hangar aeroportuale che di officina, è coperta con un sistema di travi ad Y, con andamento parzialmente a pseudovolta non spingente, di luce libera ml 60,00 e di superficie cadauna di mq 1.000,00.
L’effetto spaziale “alla vista” è dato dalla leggerezza della struttura, con gli elementi delle “Y” con spessori di cm 14-18 e dalla tesata bassa della volta realizzata con precompressione in opera.
L’opera, realizzata senza appalto ad impresa, ma con squadre di operai ai diretti ordini del progettista, ha ottenuto il premio IN/ARCH 1966 e la onorevole menzione “Twentieth Century Engineering” del Museo d’Arte Moderna, MOMA, di New York. 
La Giuria del Premio IN/ARCH 1966 ha evidenziato: "l'alto grado di potenzialità organizzativa, la qualità funzionale ed espressiva del complesso, perseguita tra l'altro con la adozione di materiali sostanzialmente poveri ed economici".
Opera selezionata dalla Direzione Generale Creatività Contemporanea del MIBAC tra le architetture del secondo '900.

## Riconoscimenti
- 1966 menzione Twentieth Century Engineering del Museo d’Arte Moderna di New York MOMA;
  - Premio In/arch dell’Istituto nazionale di architettura;